# André Dang Van Nha
André Dang Van Nha (né à Voh, Nouvelle-Calédonie, le 27 juillet 1936) est une personnalité du monde des affaires en Nouvelle-Calédonie, depuis les années 1960. D'origine vietnamienne, de nationalités et de cultures française, australienne et vietnamienne. Monsieur Nickel est connu également pour le soutien de la cause indépendantiste.

## Jeunesse
Il naît dans une famille de travailleurs indochinois sous contrat, d'une mère vietnamienne, Nguyen Thi Binh, qui laisse trois enfants à Phhuc Am (Indochine française), à la suite de son recrutement par une société minière, en 1935, pour travailler aux mines de nickel de Nouvelle-Calédonie. Au camp du complexe minier de Koniambo, près de la ville de Voh, nord-ouest, elle y vit le sort de tous les Chân Dăng (« engagés sous contrat » vietnamiens), et est une des rares femmes. Elle rencontre Dang Van Nha au camp. André Dang est leur enfant. Le père meurt dans un accident du travail en 1937.
Non mariée avec Dang Van Nha, Thi Binh ne reçoit aucune pension de reversion. Comme elle est affectée à des travaux pénibles dans une mine de chrome près de Koumac, André est pris en charge par d'autres Vietnamiens dans la commune de Voh. Ensuite, André est adopté par un couple vietnamien de moyens modestes, de Nouméa. Scolarisé, il intègre progressivement la culture française prédominante de la ville, sans être admis dans les milieux occidentaux. En 1942, les Marines américains installent à Nouméa une importante base pour la guerre du Pacifique. André Dang est souvent en contact et apprend l’anglais. Il fréquente les écoles du Sacré Cœur, puis l'école publique Frédéric Surleau.
En 1949, sa mère termine son contrat minier et rejoint Nouméa. Il revient vivre avec elle avec deux nouveaux frères et sœurs, du côté de Koniambo.
Il travaille comme mécanicien, épouse Bui Thi En, à 18 ans, obtient un diplôme, et un emploi à la fonderie de nickel de Doniambo. Ils ont quatre enfants, dont Jean-Pierre et Jean-Paul. Il entreprend un diplôme d'ingénieur à Marseille à la fin des années 1950, et il obtient la nationalité française.

## Activités commerciales
En 1961, Dang revient à Nouméa pour co-gérer d'abord une concession Citroën. Il rencontre Édouard Pentecost (1909-1971, Maré), patron métis kanak, et devient le directeur général du Groupe Pentecost.
Il se lance ensuite dans la gérance d'une station-service et la direction d'une agence d'importation de voitures Toyota (Mitsubishi, Honda, Yamaha, Hyundai…). Distributeur exclusif de la marque Toyota (SIAP), il concurrence les importateurs d'origine européenne, et s'oriente sur la clientèle kanake et vietnamienne.
Dans les années 1970, il se lie d'amitié avec Jean-Marie Tjibaou, leader indépendantiste kanak, sans apparemment intervenir davantage. Dans les années 1980, il est - faussement - accusé de soutenir financièrement les indépendantistes, et ses bureaux sont incendiés. Il décide alors de quitter Nouméa pour l’Australie.
De Kellyville (dans la banlieue nord-ouest de Sydney), naturalisé australien, il poursuit la distribution de véhicules de la marque Toyota, en développant la vente au Vietnam et en Chine.
Après l'assassinat de Jean-Marie Tjibaou, il décide de revenir en Nouvelle-Calédonie. Il est sollicité dans les années 1990 par les responsables kanaks pour gérer la Société minière du Sud Pacifique (SMSP), dont il finit par posséder 8 % des parts.
En 2008, en collaboration avec l'entreprise sud-coréenne POSCO, le minerai brut peut être traité dans une fonderie de nickel en Corée du Sud. Une série d'accords, économiques et politiques, menés par Dang permettent la construction d'une autre en Province Nord, Koniambo Nickel, entrée en activité en 2014, en partenariat avec Glencore-Xstrata, avec le terminal minéralier de Vavouto.
Remplacé en 1999 à la tête de la SMSP par Raphaël Pidjot (1960-2000), il redevient président en 2000. Il est également président de la co-entreprise Nickel Mining Company SAS (Kouaoua, NMC), et co-gérant de la société Cotransmine SAS (Nouvelle-Calédonie),
.

## Sources
- (en) Cet article est partiellement ou en totalité issu de l’article de Wikipédia en anglais intitulé « André Dang Van Nha » (voir la liste des auteurs).